# Šantarovac
Šantarovac es un pueblo ubicado en Jagodina, distrito de Pomoravlje, Serbia.

## Superficie
Cuenta con una superficie de 10,06 kilómetros cuadrados.

## Demografía
Hasta 2022 la población era de 310 habitantes, con una densidad de población de 30,81 habitantes por kilómetro cuadrado.
| Gráfica de evolución demográfica de Šantarovac entre 1948 y 2022                     |
|                                                                                      |
| Datos según Population statistics of Eastern Europe & former USSR y City Population. |